# Lista personajelor din Micul meu ponei: Prietenia este magică
Micul meu ponei: Prietenia este magică este un serial de televiziune animată realizat de dezvoltatoarea Lauren Faust. Aceasta a dorit să creeze personaje mai profunde și nu cu aspect "fetițe drăgălașe" cum au fost celelalte caractere din franciza My Little Pony. Personajele au fost bine privite de critici și acest serial a atras mulți fanii mai vechi (o vârstă trecută de 10 ani) care se numesc "bronies". Fanii au popularizat mai mult personajele din fundal făcându-le fel de fel de filmulețe în glumă. Seria a dat naștere la numeroase mass-media, inclusiv o serie de cărți în format de benzi desenate pentru copii făcând rolurile personajelor mai extinse și o serie de filme intitulate ''My Little Pony:Equestria Girls'' și ''My Little Pony:Equestria Girls-Rainbow Rocks'', în care mai multe personaje din lumea poneilor sunt portretizate și concepute ca oameni într-un liceu și în care au fost puse și personaje noi. Primul film a primit o recenzie mixtă de la critici, fiindcă nu a fost prea incitante și pe placul criticilor, iar multe mămici s-au plâns de înfățișarea acestora și de fustele prea scurte care le pot influența pe copii lor cu înfățișarea acestora. Acestea au spus că le amintește de primele păpuși Barbie sau de păpușile Bratz, iar unora le amintește de Ariel de la The Little Mermaid (Mica Sirenă). Un părinte a comentat că nu i s-a părut rău să vadă un personaj, precum Ariel, în bikini, deci nici personajele de la Equestria Girls nu sunt un pericol pentru copii.Toate aceste personaje au trecut prin multe transformării înainte să ajungă personajele pe care le îndrăgim și le iubim.Spre exemplu multe dintre personaje au avut alte culori și alte nume.

## Personajele principale
| Principalele membre | Principalele membre                        | Principalele membre                       | Principalele membre                                    | Principalele membre                 | Principalele membre                             | Principalele membre                                 | Principalele membre | Principalele membre |
| ------------------- | ------------------------------------------ | ----------------------------------------- | ------------------------------------------------------ | ----------------------------------- | ----------------------------------------------- | --------------------------------------------------- | ------------------- | ------------------- |
| Tara Strong         | Ashleigh Ball                              | Andrea Libman                             | Tabitha St. Germain                                    | Cathy Weseluck                      | Nicole Oliver                                   | Michelle Creber                                     | Madeleine Peters    | Claire Corlett      |
| Tara Strong         | Ashleigh Ball                              | Andrea Libman                             | Tabitha St. Germain                                    | Cathy Weseluck                      | Nicole Oliver                                   | Michelle Creber                                     | Madeleine Peters    | Claire Corlett      |
| Twilight Sparkle    | Applejack, Rainbow Dash, voci suplimentare | Pinkie Pie, Fluttershy, voci suplimentare | Rarity, Prințesa Luna, Granny Smith, voci suplimentare | Spike, Mayor Mare,voci suplimentare | Prințesa Celestia, Cheerilee, voci suplimentare | Apple Bloom, Sweetie Belle (cântând, sezoanele 1–3) | Scootaloo           | Sweetie Belle       |

### Twilight Sparkle
Voci:
- Versiunea originală: Tara Strong (voce); Rebecca Shoichet (cântând)
- Versiunea dublată în limba română: Iulia Tohotan (în Prietenia este magică) (sezoanele 1-4), Ilinca Ghimbasan (sezoanele 5-7), Alessia Popa (sezonul 8 ep 1-4), Sofia Oprescu (sezonul 8 ep 5-26) și Catinca Nistor (în Equestria Girls).

Twilight Sparkle este unul dintre personajele principale. Aceasta a fost la începutul seriei o tânără unicorn studioasă, cu potențial, până în episodul 13 din sezonul 3, când a devenit o prințesă. Ea a avut multe probleme ca prințesă, dar cu ajutorul unor prieteni buni poate trece prin orice situație. Ea reprezintă elementul de magie (inițial Prințesa Celestia). Acest ponei este singurul căreia îi place să citească, de asemeni ea este singurul ponei prințesă din „cele 6”, prințesa prieteniei. Aceasta are două animale, Spike și Owlicios. Spike este un pui de dragon, iar Owlicios e o bufniță. Aceasta are aripi, corn și este mai mare față de celelalte. Este un licorn de culoarea mov, părul său având culoarea albastru închis, mov și roz. În filmul Rainbow Rock ea este pe scurt vocea principală a trupei Rainbows.

### Rarity
Voci:
- Versiunea originală: Tabitha St.Germain (voce); Kazumi Evans (cântând)
- Versiunea dublată în limba română: Olivia Fodor (în Prietenia este magică) (sezoanele 1-6), Ioana Perneș (sezonul 2 - sezonul 4 episodul 14, cântând), Ioana Dagău (sezonul 3, cântând), Denisa Chiș (cântând în sezonul 4), Carmen Lopăzan (în Equestria Girls Voce), Catinca Nistor (cântând) și Georgia Căprărin (sezonul 7-8).

Rarity este unul dintre personajele principale. Este un ponei cu stil și cu dragoste pentru creațiile vestimentare. Aceasta visează să devină cel mai faimos designer de modă. Pe lângă frumusețea ei, Rarity a demonstrat că și o doamnă se poate descurca în orice situație. Ea pare de multe ori foarte snoabă și cu nasul pe sus, dar ține mult la prietenile ei. Ea mai are și o soră mai mică la fel de dulce și de frumoasă pe nume Sweetie Bell. Ea reprezintă elementul de generozitate (inițial Prințesa Celestia). În filmul Rainbow Rock ea cântă la sentizator în trupa Rainbows.

### Fluttershy
Voci:
- Versiunea originală: Andrea Libman
- Versiunea dublată în limba română: Ioana Dagău (sezoanele 1-3), Denisa Chiș (sezonul 4), Alina Leonte (cântând în sezonul 4 episodul 14) și Anca Iliese (în Equestria Girls) și Anda Tamasanu (sezonul 5-8).

Fluttershy este un pegas dulce și timidă. Ea iubește tare mult animalele și pe prieteni ei. Aceasta ne arată chiar dacă ești timid poți să-ți aperi prieteni atunci când au nevoie de ajutorul tău. În seriale mereu este văzut că ea are un iepuraș tare pufos care se pare este vocea rațiuni între el și Fluttershy. Ea reprezintă elementul de bunătate (inițial Prințesa Celestia). În filmul Rainbow Rock ea cântă la tamburină în trupa Rainbows.

### Pinkie Pie
Voci:
- Versiune originală: Andrea Libman (voce); Shannon Chan-Kent (cântând)
- Versiunea dublată în limba română: Ioana Perneș (Prietenia este magică) (sezoanele 1-4), Tamara Roman (Equestria Girls), Anca Iliese (cântând), Daria Pernes (sezoanele 5-7), Alina Leonte (sezonul 8) si Alessia Popa (sezonul 9).

Pinkie Pie este un ponei foarte hidroactiv și cel mai distractiv ponei, nici o petrecere nu începe fără ea. Se pare că numele ei întreg este Pinkamena Diane Pie. Pinkie are un pui de aligator fără dinții pe nume Gummy și îl consideră animalul ei de companie. Ea reprezintă elementul de râs (voioșie în Equestria Girls) (fost Prințesa Luna și mai târziu Prințesa Celestia). În filmul Rainbow Rock ea ste bateristul trupei Rainbow.

### Rainbow Dash
Voci:
- Versiunea originală: Ashleigh Ball
- Versiunea dublată în limba română: Carina Chereji (în Prietenia este magică) (sezoanele 1-5), Carina Marin (cântând sezonul 1 episodul 11), Anca Sigmirean (cântând în sezonul 4 cântecul Bats), Raluca Botez (în Equestria Girls), Anca Iliese (cântând Better Than Ever), Carla Marin (sezoanele 6-7) și Stefan Aduse (sezonul 8).

Rainbow Dash este o băiețoasă, sportivă, dar și o competitivă pegas. Ea este și cel mai loial ponei când vine vorba de prietene. Aceasta de multe ori arată că are un suflet bun, că se teme și că nu are chiar o inimă de piatră,deși este de multe ori răutăcioasă. Ea reprezintă elementul de loialitate (fost Prințesa Luna și mai târziu Prințesa Celestia). În filmul Rainbow Rock ea este chitaristul și vocea principală a trupei Rainbows.

### Applejack
Voci:
- Versiunea originală: Ashleigh Ball
- Versiunea dublată în limba română: Carina Marin (sezoanele 1-2), Gabriela Codrea (sezonul 3), Alina Leonte (sezonul 4-8), Adina Lucaciu (în Equestria Girls) și Anca Iliese (cântând Shake Your Tail)

Applejack este un ponei muncitor și care te poți baza mereu pe ea în necaz. Ea pare foarte protectoare cu sora ei mai mică Applebloom și întotdeauna nu ezită să-i arate fratelui ei mai mare că este mai bună decât pare, chiar dacă reușește de multe ori să se încarce cu mai mult decât poate duce. Ea reprezintă elementul de onestitate (fosta Prințesa Luna și mai târziu Prințesa Celestia). În filmul Rainbow Rock ea cântă la bas în trupa Rainbows.

### Spike
Voci:
- Versiunea originală: Cathy Weseluck
- Versiunea dublată în limba română: Alina Leonte (în Prietenia este magică) (sezonul 1-8) și Viorel Ionescu (în Equestria Girls).

Spike este un pui de dragon și asistentul lui Twilight. Este arăta că el a fost adoptat de Twilight de când a ieșit din ou pe când ea era o mânză. Acesta are o pasiune secretă pentru Rarity. El are capacitatea de a trimite scrisori către Prințesa Celestia numai cu respirația lui de foc.

## Familia Regală

### Prințesa Celestia
Voci:
- Versiunea originală: Nicole Oliver
- Versiunea dublată în limba română: Gabriela Codrea (sezoanele 1-3), Corina Cernea (sezonul 4-8) și Silvia Gâscă (în Equestria Girls)

Prințesa Celestia este co-conducătorul Equestriei, este sora mai mare a Prințesei Luna și mătușa Prințesei Cadance. În sezonul 1 episodul 3 este menționat că ea mai are un nepot foarte, foarte, foarte îndepărtat care apare în sezonul 1 episodul final și se numeșt Blueblood. Aceasta pare foarte protectoare cu fosta ei elevă Twilight și o numea eleva ei crendiciosă, astfel relația ei cu Twilight este tipică între o mătușă și între o nepoată. În filmul Equestria Girls este dezvăluit că înaintea lui Twilight a mai avut o elevă tot cu un potențial, dar a ales calea răului și s-a mutat în lumea oamenilor.

### Prințesa Luna
Voci:
- Versiunea originală: Tabitha St.Germain (voce) și Kazumi Evans (cântând)
- Versiunea dublată în limba română: Mihaela Gherdan (sezonul 1 episodul 2), Gabriela Codrea (sezonul 2-3, 5-8), Anca Sigmirean (sezonul 4), Anda Tămâșanu (sezonul 4 episodul 19) și Alexandra Radu (în Equestria Girls)

Prințesa Luna este co-conducătorul Equestriei, este sora mai mică a Prințesei Celestia, mătușa Prințesei Cadance si mătușa Prințului Blueblood. La începutul sezonului 1 este prezentat că Luna a devenit geloasă pe Celestia și astfel s-a transformat în Nightmare Moon. Ea și-a regretat tot cea făcut și a cerut iertare de la sora ei mai mare. Aceasta a fost cam timidă după restaurarea ei în bine din cauza că a fost plecată acum 1000 de ani.

### Prințesa Cadance
Voci:
- Versiunea originală: Britt McKillip
- Versiunea dublată în limba română: Mihaela Gherdan (sezonul 2), Anda Tămășeanu (sezonul 3-8), Iulia Tohotan (cântând în sezonul 4) și Carmen Lopăzan (în Equestria Girls)

Prințesa Cadance este co-conducătorul Imperiului de Crystal, este soția lui Shining Armor, cumnata lui Twilight, nepoata prințeselor Celestia și Luna și verișoara îndepărtată a lui Blueblood. Ea este un Alicorn (în română licorn) frumos, dulce, gingașă și bună la suflet. Îi place mult să-și petreacă timpul cu Twilight așa cum făcea altădată. În sezonul 2 episodul 25 a fost dezvăluit că în copilărie a fost doica lui Twilight, dar și cea mai bună prietenă.

### Shining Armor
Voci:
- Versiunea originală: Andrew Francis
- versiunea dublată în limba română: Richard Ballint (sezonul 2-3), Andrei Lupu (sezonul 4)

Shining Armor este co-conducătorul Imperiului de Crystal, este soțul Prințesei Cadance și fratele mai mare a lui Twilight Sparkle. În copilări își petrecea mult timp cu sora lui mai mică și niciodată nu se certau. Prima dată a fost introdus ca un căpitan al gărzi regale care se află sub conducerea Prințesei Celestia și Prințesa Luna, dar acum are și titlu de prinț după căsătoria cu Prințesa Cadance.

### Prințul Blueblood
Voci:
- Versiunea originală: Vincent Tong
- Versiunea dublată în limba română: Sorin Ionescu

Prințul Blueblood este nepotul distant al Prințesei Celestia și al Prințesei Luna și vărul distant al Prințesei Cadance.Acesta a fost obiectivul de amor a lui Rarity până a descoperi ce fel de persoană este și că nu poți judeca o carte după copertă.
El n-a apărut în alte sezoane, din motive necunoscute.

Flurry Heart
Versiune dublată: 
Versiune originală: Tabitha St. Germain
Flurry Heart este un Allicorn pe care s-a născut în sezonul 6, în ep ,,The Crystalling,,. Celestia și Luna au anunțat că Cadance va naște un Allicorn, dar de-acum sa născut pe Flurry Heart care va aduce bucurie în Equestria.

## Personaje secundare

### Apple Bloom
Voci:
- Versiunea originală: Michelle Creber
- Versiunea dublată în limba română: Ioana Dagău (sezonul 1-3), Carla Marin (sezoanele 4-7), Diana Negrău (câteva episoade),Carmen Lopăzan (în Equestria Girls)  Silvia Gâscă (în Rainbow Rocks) si Anca Sigmirean (sezonul 8).

Apple Bloom este o elevă a școli din Ponyville și una dinte fondatoarele Căutătoarele Semnelor Drăguțe. Ea este o membră a familiei Măr, sora mai mică a lui Applejack și Big McIntosh și nepoata lui bunicuța Smith.Aceasta, la fel ca restul membrelor Căutătoarele Semnelor Drăguțe, nu are un semn drăguț insa sora sa mai mare a convinso ca ii va aparea curand

### Scootaloo
Voci:
- Versiunea originală: Medeleine Peters
- Versiunea dublată în limba română: Olivia Fodor (vorbind) (sezoanele 3-6), Ioana Dagău (cântând în sezonul 3), Anca Sigmirean (cântând în sezonul 4), Raluca Botez (în Equestria Girls), Lucia Rogoz (sezonul 7) si Anda Tamasanu (sezonul 8)

Scootaloo este o elevă a școli din Ponyville și una dintre fondatoarele Căutătoarele Semnelor Drăguțe.Încă nu se cumoaște cine este familia ei. Ea, la fel ca cele două prietene a ei, nu are un semn drăguț.

### Sweetie Belle
Voci:
- Versiunea originală: Claire Corlett (vocea) și Michelle Creber (cântând doar sezoanele 1-3)
- Versiunea dublată în limba română: Mihaela Gherdan (sezonul 1), Anca Sigmirean (sezoanele 2-7), Raluca Botez (în Euestria Girls), Georgia Căprărin (majoritatea episoadelor din sezonul 8) și Daria Oprea (sezonul 8 ep 26)

Sweetie Belle este o elevă a școli din Ponyville și un dintre fondatoarele Căutătoarele Semnelor Drăguțe. Ea este sora mai mică a lui Rarity. Ea și sora ei mai mare nu prea se înțeleg totdeauna și mereu se ceartă dintr-un motiv banal sau chiar ridicol, dar până la urmă se împac ele și sunt iar două surori unite. La fel ca și prietenele ei nu are un semn drăguț.

### Bunicuța Smith
Voci:
- Versiunea originală: Tabitha St.Germain
- Versiunea dublată în limba română: Corina Cernea

Bunica Smith este bunica lui Big McIntosh, Applejack și a lui Apple Bloom. Fără ea Ponyville nu exista, deci este un ponei tare important. Ea își iubește foarte mult cei trei nepoți ai ei.

### Big McIntosh
Voci:
- Versiunea originală: Peter New
- Versiunea dublată în limba română: Sorin Ionescu (în Prietenia este magică), Ionuț Grama (în Equestria Girls), Dan Lupu (în Rainbow Rocks)

Big McIntosh este nepotul lui bunica Smith și fratele mai mare a lui Applejack și Apple Bloom. Acesta își iubește mult munca ,dar nuși lasă familia la greu. El însă nu prea vorbește în serie și când o face vorbește tare scurt și hotărât.

### Domnul și Doamna Cake
Voci:
- Domnul Cake:

-Versiunea originală: Brian Drummond

-Versiunea dublată în limba română: Florian Silaghi (sezonul 1-2), Richard Balint (sezonul 4)
- Doamna Cake:

-Versiunea originală: Tabitha St.Germain

-Versiunea dublată în limba română: Anca Sigmirean (în Prietenia este magică), Mihaela Gherdan (un episod în sezonul 2) și Silvia Gâscă (în Equestria Girls).

Domnul și Doamna Cake sunt doi soți ,proprietarii de o cofetărie și părinții pentru a doi gemenii năstrușnicii. În serie Doamna Cake este cea care apare mai des față de soțul și copii ei. Numele lor complete sunt Domnul Morcov Cake și Doamna Cup Cake. În timp ce Domnul și Doamna Cake sunt ponei de pământ copii lor gemeni sunt: pegas-Pound Cake, unicorn-Pumpkin Cake.
Alte persoane

## Personaje antagoniste

### Nightmare Moon
Voci:
- Versiunea originală: Tabitha St.Germain
- Versiunea dublată în limba română: Mirela Corbeanu (sezonul 1, 5), Gabriela Codrea (sezonul 2) și Anca Sigmirean (sezonul 4)

Nightmare Moon reprezintă gelozia lui Luna pe sora ei mai mare. Aceaste a jurat că va lăsa să domnească noaptea pentru totdeauna. Prima dată a fost învinsă de sora ei mai mare, cu ajutorul elementelor armoniei și exilată pe lună și când s-a întors a fost învinsă de elementele armoniei care acum sunt cele șase prietene bune.
În sezonul 7, ea a apărut în visul lui Starlight ca sa rămână o noapte eternitate, până când a apărut Daybreaker. Ambele doua se certau intre ele pentru a lua tronul si pus stăpânire toată Equestria. Până când ea și Daybreaker au fost învinse de Printesa Celestia.

### Trixie
Voci:
- Versiunea originală: Kathleen Barr
- Versiunea dublată în limba română: Mihaela Gherdan (sezonul 1), Anda Tămășeanu (sezonul 3), Alexandra Radu și Tamara Roman (în Equestria Girls) și Georgia Căprărin (sezonul 8)

Trixie este un magician ambulant care se laudă singură că este cea mai bună dintre cei mai buni deși nu este adevărat.Ea se poreclează singură "Marea și puternica Trixie". Ea la sfârșitul episodului 5 din sezonul 3 pare că își regretă greșelile și vrea să devină un ponei mai bun.

### Gașca Bătăușilor
Voci:
- Hoops

- Versiunea originală: Kathleen Barr (adult); Terry Klassen (copil)

- Versiunea dublată în limba română: Paul Zurbău
- Dumb-Bell

- Versiunea originală: Richard Ian Cox (adult); Brian Drummond (copil)

- Versiunea dublată în limba română: Florian Silaghi

Gașca Bătăușilor sunt niște pegași care se luau în copilărie de Rainbow Dash și de Fluttershy. Chiar și după ce au crescut la fel făceau până ce-au văzut Curcubeul Super Sonic făcut de Rainbow Dash.

### Discord
Voci:
- Versiunea originală: John de Lancie
- Versiunea dublată în limba română: Richard Balint (sezoanele 2-7 si 9) și Ciprian Ciuciu (sezonul 8)

Discord este spiritul dezarmoniei și este un ponei cu jumătăți de la alte animale. la început a fost tare viclea și numai cu gândul la haos, dar datorită lui Fluttershy acum este bun și cu dorința de-aș ajuta prieteni.

### Flim și Flam
- Flim:

- Versiunea originală: Samuel Vincent

- Versiunea dublată în limba română: Sorin Ionescu (sezoanele 1-6) și Petre Ghimbășan (sezonul 8)
- Flam:

- Versiunea originală: Scott McNeil

- Versiunea dublată în limba română: Florian Silaghi (sezonul 2), Richard Balint (sezonul 4) și Paul Zurbău (sezonul 8).

Flim și Flam sunt doi frați care doresc Ferma Merelor Dulcii. Dar până la urmă ei au construit un hotel în Las Pegasus  si ei aveau alte planuri ca sa extindă Hotelul.

### Regina Chrysalis
Voci:
- Versiunea originală: Kathleen Barr și Britt McKillip (ca falsa Cadance)
- Versiunea dublată în limba română: Anca Sigmirean (voce), Mihaela Gherdan (ca falsa Cadance și vocea cântând a lui Chrysalis) și Gabriela Codrea (sezonul 8)

Regina Chrysalis este un ponei-spiriduș care dorește să cucerescă Equestria. Ea se dă drept Prințesa Cadance după ce a închis-o în temnițile de la Canterlot. Dar numai datorită dragostea poneilor ea si schimbatori au fost izgoniti inapoi in regatul schimbatorilor. Dar ea si schimbatori revin în sezonul 6 pentru a pune un plan malefic pentru a rapi eroi, dar nu cand Starlight Glimer, Trixie, Thorax, si Discord au pornit în salvarea eroilor. Din pacate Trixie si Discord au intrat în capcană, dar Starlight și Thorax continua astfel că au ajuns în sala tronului dar Chrysalis si schimbatori au recunoscut că Thorax i-a trădat pe toți . Chrysalis era gata să fure magia dar Thorax a fost mai puternic decât ea, astfel că tronul reginei a fost distrus iar eroi au fost eliberați, si schimbatori au devenit buni. Dar Chrysalis sa refuzat să fie buna si a scăpat. Astfel că Thorax a devenit regele schimbatorilor. Ea revine în sezonul 8 pentru că a avut un plan de-a crea copiile rele celor 6, dar Copacul Armoniei a oprit copiile lui Chrysalis înainte să strice totul, dar ea s-a înfuriat și a zis că o să răzbune pe Twilight și cele șase.
Sezonul 9 în curand...

### Regele Sombra
Voci:
- Versiunea originală: Jim Miller
- Versiunea dublată în limba română: Adrian Moraru

Regele Sombra a fost fostul conducător al Imperiului de Crystal. Acesta este prima dată învins de Prințesa Celestia și de Prințesa Luna, dar înainte să fie izgonit a pus un blestem pe Imperiul de Crystal și astfel a dispărut pentru 1000 de ani. A doua oară a fost învins de Prințesa Cadance și de poneii de cristal.
Sezonul 9 in curand...

### Sunset Shimmer
- Versiunea originală: Rebecca Shoichet
- Versiunea dublată în limba română: Ioana Calotă (vocea), Catinca Nistor (cântând) și Lucia Rogoz (în Jocurile Prieteniei)

Sunset Shimmer este un fost elev presonal cu potențial a Prințesei Celestia și antagonistul principal a primului film. Datorită răutăți ei ea nu a avut nici un prieten și mereu căuta un mod de răzbunare pe Prințesa Celestia și de-a cuceri Equestria. În al doilea film, după ce s-a reformat în primul film dorește să le arate tuturor că s-a schimbat, însă numai pe Rarity, Applejack, Rainbow Dash, Fluttershy si Pinkie Pie le-a convins. Ea o ajută pe Twilight și pe noile sale prietene în lupta contra lui Dazzlings. În filmul Rainbow Rock ea o înlocuiește pe
Twilight ca noua membră și mai cântă și la chitară în trupa Rainbows.

### Dr.Caballeron
Voci:
- Versiunea originală: Michael Dobson
- Versiunea dublată în limba română: Sorin Ionescu

Dr.Caballeron este unul dintre dușmanii lui Daring Do și un colaborator cu Ahuizotl. Acesta a fost în căutare Inelului Destinului pe care îl vrea Ahuizotl de la Daring Do.

### Mane-iac
Voci:
- Versiunea originală: Ellen Kennedy
- Versiunea dublată în limba română: Anca Sigmirean

Mane-iac este un antagonist dintr-o bandă desenată preferată de Spike. Ea se pare că își poate folosi părul lung și verde pentru a prinde diferite obiecte asemenea unei meduze. Ea are și un caracter maniac.

### Suri Polomare
Voci:
- Versiunea originală: Tabitha St.Germain
- Versiunea dublată în limba română: Anca Sigmirean

Suri Polomare este un ponei aparent bun și amabil, dar cu idea de-ai distruge șansele lui Rarity de-a deveni o creatoare de modă celebru.

### Lord Tirek
Voci:
- Versiunea originală: Mark Acheson
- Versiunea dublată în limba română: Adrian Moraru (sezonul 4) și Sorin Ionescu (sezonul 8)

Lordul Tirek este un centaur care evadează din Tartarus cu scopul de-a stăpâni Equestria.Acesta devine din ce, în ce mai puternic când se hrănește cu puterile unicornilor,ale pegașilor și a poneilor pământeni. El este învins de Twilight și prietenele ei cu ajutorul Puteri Rainbow. El revine în sezonul 8 pentru că el a explicat planul lui Cozy ca să absoarbă magia direct spre el. Dar planul lui nu a funcționat și Cozy Glow a fost închisă în Tartarus, l-a întrebat dacă vrea să fie cu Cozy Glow.
Sezonul 9 În curând ...

### Adagio Dazzle
Voci:
- Versiunea originală: Kazumi Evans
- Versiunea dublată în limba română: Andreea Gaică

Adagio Dazzle este una dintre cele trei sirene exilate din Equestria de foarte mult timp. Ea este liderul trupei Dazzlings și vocea principală. Se pare că ea este mereu cea care gândește în grupul Dazzlings. În termen muzical cuvântul "adagio" este un marcaj care indică un tempo mai lent.

### Aria Blaze
Voci:
- Versiunea originală: Diana Kaarina (vocea) și Shylo Sharity (cântând)
- Versiunea dublată în limba română: Alexandra Radu și Silvia Gâscă (câteva replici la începutul filmului)

Aria Blaze este una dintre cele trei sirene exilate din Equestria în lumea oamenilor. Ea are o latură abrazivă și mereu are tendința să se certe cu Sonata. În trupă ea este vocea secundară.În termen muzical cuvântul "aria" se referă la o melodie lungă însoțit de o voce solo, de obicei, se întâlnește într-o operă.

### Sonata Dusk
Voci:
- Versiunea originală: Maryke Hendrikse (vocea) și Madeline Merlo (cântând)
- Versiunea dublată în limba română: Claudia Prec

Sonata Dusk este una dintre cele trei sirene exilate din Equestria. Ea arată că are o minte cam dusă sau a unui copil de cinci ani.În trupă este voce secundară alături de Aria. În termen muzical cuvântul "sonata" este o compoziție pentru un solist instrumental care de multe ori este acompaniat de pian.

### Starlight Glimmer
Voci:
-Versiune originală: Kelly Sheridan
-Versiune dublata: Anca Sigmirean (sezonul 5-9)
Starlight Glimmer este un unicorn care a debutat harta semnelor drăguțe .Apare inițial in noul oras și a construit o ,,Societate de semne egale" care vrea să elimine semne drăguțe si le-a inlocuit cu semne egale de la alti ponei, deoarece credea că diferite grade de capacitate provoacă dizarmonie între prieteni. Ea a fost prinsa de locuitori din noul sat si a recuperat semnele drăguțe de la Twilight si prietenele ei. Dar ea sa răzbunat si acest lucru a refuzat de furia ei față de prietenul ei din copilărie Sunburst, după ce el și-a câștigat semnul de cutie în fața ei. Ea a reusit sa scape inca o data. Ea revine în ep 25-26 (The cutie Re-Mark) si a furat o schiță in care calatoreste in timp  dar nu si Twilight venit in ajutor si ai arată trecutul cand erau mici si i-a împiedicat prietenia, trisand înainte ca Rainbow Dash sa primească semn drăguț. Dar ea i-a trimis lui Twilight inapoi in Viitor care arată victoria răufăcătorilor cum ar fii: Regina Chrysalis, Nightmare Moon, Lord Tirek și alți răufăcători. Dar Twilight ia zis ca ea face schimbari scandaloase și a zis că trebuie să schimbe modalitatile, dar ea a refuzat. Ia aratat lui Twilight ce sa intamplat in trecut după ce Sunburst i-a primit un semn drăguț si ea a devenit geloasa, a zis ca o sa fie mai bună decât el. După ce si a dat seama ca ea a făcut schimbari catastrofale, ea a decis să schimbe modalitatile si sa faca prieteni noi. Ea si-a cerut scuze de la Twilight si ceilalti pentru tot ceea făcut, si ea va deveni un ponei mai bun.
În sezonul 6 ea a devenit eleva lui Twilight Sparkle pentru a învăța ce-e prietenia.

### Abacus Chinch
Versiune Dublată: Mirela Corbeanu
Versiunea Originală: Iris Quinn
Abacus Chinch este principal antagonist din filmul Jocurile Prieteniei. Ea e directoarea Academiei de Cristal. Dar ea a aflat totul ca invenția ei a luat-o razna si l-a pus pe Twilight sa foloseasca magia ca sa castige Jocurile Prieteniei dar din pacate Twilight sa transformat în Midnight Sparkle si ea n-a știut că o să se întâmple asta, până la urmă Midnight Sparkle a fost infranta si redevenit Twilight. După ce a recunoscut că ea a trisat la Jocurile Prieteniei ea a refuzat si si-a dat demisia, si a plecat din Equestria si nu sa mai intors.

### Midnight Sparkle
Versiune Dublată: Gabriela Codrea (Jocurile Prieteniei), Corina Cernea (Legenda Taberei Mereu Libere).
Versiunea Originală: 
Midnight Sparkle este principal antagonist din Jocurile Prieteniei. Din cauza Domnisoarei Chinch, Twilight Sparkle a devenit Midnight Sparkle, iar Wondercolts si Shadowbolts trebuie sa lucreze impreuna pentru a salva colegii din clasă, dar Sunset observa magia prietenilor și își dă seama că magia lor se manifestă atunci când prezintă aceleași trăsături ca Elementele Armoniei. Asa ca Sunset a adunat toată magia prietenilor, așa că Midnight Sparkle a devenit din nou Twilight. 
Ea revine în Legenda Taberei Mereu Libere doar în visul ei. Iar Twilight avea cosmar cu Midnight Sparkle, Twilight trebuie sa controleze puterile dar ea crede ca o sa se întoarcă din nou, dar Sunset si prietenii ei i-a zis ca nu e Midnight Sparkle, iar până la urmă visul ei a fost spulberat.

### Gladmane
Versiune dublată: Alexandru Rusu
Versiune originală: Jim Byrnes
Gladmane este principal antagonist din sezonul 6.  Era un ponei generoz când a întâlnit pe Applejack si Flutershy, dar dintr-o dată au apărut escrocii Film si Flam in timp ce făceau in mijlocul unei feude, iar Applejack și Flutershy trebuie sa rezolve problema de prietenie înainte de-a fi prea târziu. Dar Gladmane avea alte planuri ca sa castige încrederea și serviciile lui in statiune folosind argumentele între angajații Film si Flam. Frati Film si Flam au vrut să convingă dar căile de convingere ale fraților sunt necesare pentru a opri pe Gladmane. Dar până la urmă Gladmane a fost păcălit de Applejack, Flutershy, si escrocii Film si Flam, astfel că Film si Flam au recuperat slujba si l-au inlocuit pe Gladmane definitiv. 

### Gloriosa Daisy
Versiune dublată: Anca Sigmirean  
Versiune originală: Enid-Raye Adams 
Gloriosa Daisy este principal antagonist din filmul Legenda Taberei Mereu Libere. Ea a fost proprietarul Taberei Mereu Libere, dar cand a venit Mag-Nat Bogat a vrut să vândă Tabără ca sa transforme intr-un SPA. Ea a încercat să convingă dar el nu a acceptat asta. Gloriosa a fugit in pădure dar a găsit o peșteră cu pietre magice si ea sa gandit sa salveze tabără folosind magia. Twilight si Sunset au aflat că na fost Timber si Gloriosa. Ea a folosit pietre magice până când ea a luat doua pietre si sa transformat în Gaia mereu liberă ce a spus Timber. In timp ce a început petrecerea de modă ea a venit Gaia. Inloc sa salveze Tabără, s-a transformat în închisoare. Prietenii lui Twilight au încercat să oprească dar n-au reușit. Dar nu cand Twilight si Sunset au venit in ajutor. Gloriosa era gata să distrugă tabără, dar Sunset i-a spus lui Twilight ca nu e Midnight Sparkle si astfel a devenit mai puternică decât Gaia. Au recuperat pietrele de la ea si impreuna l-au învins pe Gaia definitiv, salvand Tabără. Gloriosa si-a cerut scuze pentru tot ceea făcut, era teamă că o să închidă Tabăra dar nu cand Twilight si prietenele ei au venit in ajutor si a zis că o să faca strângere de fonduri ca să salveze tabără. 

### Mag-Nat Bogat (Filthy Rich)
Versiune dublată: Adrian Moraru  
Versiune originală: Brian Drummond 
Mag-Nat Bogat, numit Filthy Rich, este principal antagonist din filmul Legenda Taberei Mereu Libere. El a vrut să vândă Tabăra ca sa transforme intr-un SPA. Gloriosa a încercat să-l convingă dar el nu a acceptat asta. El voia să distrugă tabăra ca sa primească bani și să o transforme intr-un SPA, dar Twilight și prietenele ei vor strânge fonduri ca sa salveze tabără, iar el era supărat căci și-a pierdut pariul. 

### Daybreaker
Versiune dublată: Anda Tamasanu 
Versiune originală: Nicole Oliver 
Daybreaker este principal antagonist din sezonul 7. Ea a apărut în visul lui Starlight în ep ''A Royal Problem'', la fel si Nightmare Moon. Ambele doua se certau și sau provocat la lupta, dar ea este învinsă de Printesa Celestia. La fel și Nightmare Moon. 

### Stygian (Pony of Shadow)
Versiune dublată: Cosmin Petruț  
Versiune originală: Bill Newton 
Stygian este personaj antagonist din sezonul 7. Cand el era gelos cu Stâlpi Equestriei, el a furat obiecte magice, dar Stâlpii erau supărați și l-au izgonit definitiv. Înloc sa ceara scuze de la stâlpi el sa transformat în Pony of Shadow pentru i-a da răzbunare pe Stalpii. După ce Stâlpi au făcut sacrificiul. Twilight i-a venit o idee sa aduca, dar după ce a adus Stâlpii, l-au adus din greseala Pony of Shadow. Dar numai datorită lui Twilight și ceilalți, l-au eliberat pe Stygian și l-au izgonit pe Pony of Shadow înapoi în Iad, pentru totdeauna. Starswil și-a cerut scuze lui Stygian pentru asta, a zis că o să ceară scuze mereu. 

### Storm King (regele furtunii)
Versiune dublată: Alexandru Mike Gheorghiu  
Versiune originală: Liev Schreiber 
Storm King este principal antagonist din filmul ''My little pony Filmul''. El a fost dușman al umbrei și vrea să preia Equestria și să rămână furtună o eternitate.El îl folosește pe Tempest Shadow, pentru a captura prințesele Celestia, Luna, Cadance și Twilight, pentru a-și folosi magia pentru a-i împuternici Personalul lui Sacanas în schimbul lui pentru a-i restabili cornul rupt. Și știi ce e mai rău, vrea să împietreasca ponei și să absoarbă magia ca să fie de neoprit. Dar el a făcut o tornada ca sa distrugă Canterlot și l-a trădat pe Tempest. Dar el a fost înfrant și făcut bucati, măruntele. 

### Tempest Shadow
Versiune dublată: Carmen Lopăzan  
Versiune originală: Emily Blunt 
Tempest Shadow e principal antagonist din filmul My little pony Filmul. Ea a fost locotenentul Regelui Furtunii si este un unicorn rece și nemilos, cu un ochi drept cicatrizat și un corn rupt - l-a pierdut în urma unui atac minor de ursa - care conduce preluarea regelui Furtunii din Canterlot și surprinde cele patru prințese alicornice pentru a-și împuternici personalul cu magia lor, cu promisiunea regelui furtunii folosindu-l pentru a-i restabili cornul. Dar însă ea este trădată de Regele Furtunii și aproape măturată de tornada pe care o creează, numai pentru a fi salvată de Twilight Sparkle. Însă Regele era gata să-i împietreasca pe Twilight și cele șase, dar Tempest a făcut sacrificiul pentru a-l opri pe Regele Furtunii odată pentru totdeauna. Însă ea și-a cerut scuze lui Twilight și ceilalți și de-acum va deveni un ponei bun. 

### Cancelarul Neighsay
Versiune dublată: Florian Silaghi  
Versiune originală: Maurice LaMarche 
Cancelarul Neighsay e principal antagonist din sezonul 8. O zi l-a cunoscut pe Twilight venit o idee să facă o școală dar el a zis să faca totul ca la carte. Între timp școala a fost aprobată de EEA, dar a avut probleme mari. Neighsay crede că sunt monștrii care distrug școala, iar el foloseste magia pentru a închide școala definitiv. Dar nu când Twilight a redeschis școala și a zis că o să continue școala fără acreditarea EEA, dar el refuză și crede că va distruge încă o dată. Dar el revine în ep "School Raze" pentru că a anunțat o problema cu Magia și a zis să schimbe reguli fără monștri. Dar Cozy Glow a mințit că EEA va prelua sub conducerea Cancelarul Neighsay. Dupa ce Cozy Glow a fost închisă în Tartarus el și-a dat seama că a greșit, el și-a cerut scuze la toată lumea că a spus chestii urâte la creaturi. Așa că va deveni un ponei bun. 

### Cozy Glow
Versiune dublată: Daria Creț (sezonul 8) 
Versiune originală: Sunni Westbrook 
Cozy Glow e un ponei Pegas și principal antagonist din sezonul 8. Ea a apărut în ep "Marks for Effort", era un ponei bun și înțeleg iar Search Cutie Marks trebuie să o ajute sa faca prieteni noi. Dar în ep "School Daze", ea a devenit din ce în ce mai rea, ea a creat să absoarbă magia direct spre Lord Tirek. Dar arborele armoniei i-a salvat pe Starlight și elevii ei și împreună au scos elemente și au salvat Equestria. Cozy era supărată că a pierdut planul și vrea să scape dar Twilight și ceilalți l-au împiedicat să scape. Între timp ea a fost arestată în Tartarus și a zis că vrea să fie prieten cu Lord Tirek. 
Sezonul 9 în curând ... 